# 6709 Hiromiyuki
6709 Hiromiyuki este un asteroid din centura principală de asteroizi.

## Descriere
6709 Hiromiyuki este un asteroid din centura principală de asteroizi. A fost descoperit pe 2 februarie 1989 la Yorii de Masaru Arai și Hiroshi Mori. El prezintă o orbită caracterizată de o semiaxă mare de 2,35 ua, o excentricitate de 0,16 și o înclinație de 1,8° în raport cu ecliptica.